# Beach volley ai Giochi della XXVIII Olimpiade - Torneo maschile

## Pool A
| Team                                        | G: | V: | P: | SV: | SP: | PF: | PS: | Punti: |
| Ricardo Alex Santos e Emanuel Rego, Brasile | 3  | 3  | 0  | 6   | 1   | 139 | 107 | 6      |
| Daxton Holdren e Stein Metzger, USA         | 3  | 1  | 2  | 3   | 5   | 138 | 152 | 4      |
| Andrew Schacht e Joshua Slack, Australia    | 3  | 1  | 2  | 3   | 4   | 135 | 138 | 4      |
| Iver Horrem e Bjørn Maaseide, Norvegia      | 3  | 1  | 2  | 3   | 5   | 132 | 147 | 4      |

Risultati Pool A
| 15 agosto | 16:30 | Holdren & Metzger | 2 | - | 1 | Schacht & Slack   |
| 15 agosto | 23:00 | Ricardo & Emanuel | 2 | - | 1 | Horrem & Maaseide |
| 17 agosto | 20:00 | Holdren & Metzger | 1 | - | 2 | Horrem & Maaseide |
| 17 agosto | 22:00 | Ricardo & Emanuel | 2 | - | 0 | Schacht & Slack   |
| 19 agosto | 09:00 | Schacht & Slack   | 2 | - | 0 | Horrem & Maaseide |
| 19 agosto | 20:00 | Ricardo & Emanuel | 2 | - | 0 | Holdren & Metzger |

## Pool B
| Team                                                 | G: | V: | P: | SV: | SP: | PF: | PS: | Punti: |
| Andreas Scheuerpflug e Christoph Dieckmann, Germania | 3  | 2  | 1  | 5   | 3   | 147 | 140 | 5      |
| Benjamin Insfran e Henrique Araujo Marcio, Brasile   | 3  | 2  | 1  | 4   | 2   | 124 | 111 | 5      |
| Francisco Alvarez Cutino e Juan Rosell Milanes, Cuba | 3  | 1  | 2  | 3   | 4   | 133 | 137 | 4      |
| Stephane Canet e Mathieu Hamel, Francia              | 3  | 1  | 2  | 2   | 5   | 117 | 133 | 4      |

Risultati Pool B
| 15 agosto | 10:00 | Scheuerpflug & Dieckmann        | 2 | - | 1 | Alvarez Cutino & Rosell Milanes |
| 15 agosto | 14:30 | Insfran & Araujo Marcio         | 2 | - | 0 | Canet & Hamel                   |
| 17 agosto | 11:00 | Scheuerpflug & Dieckmann        | 1 | - | 2 | Canet & Hamel                   |
| 17 agosto | 14:30 | Insfran & Araujo Marcio         | 2 | - | 0 | Alvarez Cutino & Rosell Milanes |
| 19 agosto | 16:30 | Alvarez Cutino & Rosell Milanes | 2 | - | 0 | Canet & Hamel                   |
| 19 agosto | 22:00 | Insfran & Araujo Marcio         | 0 | - | 2 | Scheuerpflug & Dieckmann        |

## Pool C
| Squadra                                   | G: | V: | P: | SV: | SP: | PF: | PS: | Punti: |
| Javier Bosma e Pablo Herrera, Spagna      | 3  | 3  | 0  | 6   | 2   | 139 | 106 | 6      |
| Paul Laciga e Martin Laciga, Svizzera     | 3  | 2  | 1  | 5   | 2   | 133 | 117 | 5      |
| Nikolas Berger e Florian Gosch, Austria   | 3  | 1  | 2  | 2   | 4   | 105 | 118 | 4      |
| Robert Nowotny e Peter Gartmayer, Austria | 3  | 0  | 3  | 1   | 6   | 110 | 139 | 3      |

RisultatiPool C
| 15 agosto | 09:00 | Laciga & Laciga | 2 | - | 0 | Nowotny & Gartmayer |
| 15 agosto | 12:00 | Berger & Gosch  | 0 | - | 2 | Bosma & Herrera     |
| 17 agosto | 09:00 | Laciga & Laciga | 1 | - | 2 | Bosma & Herrera     |
| 17 agosto | 15:30 | Berger & Gosch  | 2 | - | 0 | Nowotny & Gartmayer |
| 19 agosto | 10:00 | Bosma & Herrera | 2 | - | 1 | Nowotny & Gartmayer |
| 19 agosto | 14:30 | Laciga & Laciga | 2 | - | 0 | Berger & Gosch      |

## Pool D
| Team                                         | G: | V: | P: | SV: | SP: | PF: | PS: | Punti: |
| Jørre Kjemperud e Vegard Høidalen, Norvegia  | 3  | 3  | 0  | 6   | 2   | 159 | 142 | 6      |
| Markus Dieckmann e Jonas Reckermann Germania | 3  | 2  | 1  | 5   | 2   | 145 | 121 | 5      |
| Bjorn Berg e Simon Dahl, Svezia              | 3  | 1  | 2  | 2   | 5   | 119 | 137 | 4      |
| Raul Papaleo e Ramon Hernandez, Porto Rico   | 3  | 0  | 3  | 2   | 6   | 130 | 154 | 3      |

Risultati Pool D
| 14 agosto | 09:00 | Kjemperud & Høidalen   | 0 | - | 2 | Berg & Dahl          |
| 14 agosto | 11:00 | Dieckmann & Reckermann | 2 | - | 0 | Papaleo & Hernandez  |
| 16 agosto | 10.00 | Kjemperud & Høidalen   | 2 | - | 1 | Papaleo & Hernandez  |
| 16 agosto | 20:00 | Dieckmann & Reckermann | 2 | - | 0 | Berg & Dahl          |
| 18 agosto | 16:30 | Berg & Dahl            | 2 | - | 1 | Papaleo & Hernandez  |
| 18 agosto | 17:30 | Dieckmann & Reckermann | 1 | - | 2 | Kjemperud & Høidalen |

## Pool E
| Squadra                                   | G: | V: | P: | SV: | SP: | PF: | PS: | Punti: |
| Stefan Kobel e Patrick Heuscher, Svizzera | 3  | 3  | 0  | 6   | 2   | 161 | 144 | 6      |
| Julien Prosser e Mark Williams, Australia | 3  | 2  | 1  | 5   | 3   | 143 | 129 | 5      |
| John Child e Mark Heese, Canada           | 3  | 1  | 2  | 3   | 4   | 132 | 126 | 4      |
| Dain Blanton e Jeff Nygaard, USA          | 3  | 0  | 3  | 1   | 6   | 106 | 133 | 3      |

Risultati Pool E
| 14 agosto | 15:30 | Kobel & Heuscher   | 2 | - | 0 | Child & Heese      |
| 14 agosto | 23:00 | Blanton & Nygaard  | 0 | - | 2 | Prosser & Williams |
| 16 agosto | 09:00 | Kobel & Heuscher   | 2 | - | 1 | Prosser & Williams |
| 16 agosto | 16:30 | Blanton & Nygaard  | 0 | - | 2 | Child & Heese      |
| 18 agosto | 12:00 | Kobel & Heuscher   | 2 | - | 1 | Blanton & Nygaard  |
| 18 agosto | 12:00 | Prosser & Williams | 2 | - | 1 | Child & Heese      |

## Pool F
La coppia greca Pavlos Beligratis e Athanasios Michalopoulos dovette ritirarsi dalla competizione a seguito di un infortunio di Beligratis.
| Squadra                                              | G: | V: | P: | SV: | SP: | PF: | PS: | Punti: |
| Mariano Baracetti e Martín Conde, Argentina          | 3  | 3  | 0  | 6   | 1   | 133 | 70  | 6      |
| Gershon Rorich e Colin Eric Innes Pocock, Sudafrica  | 3  | 2  | 1  | 4   | 3   | 130 | 134 | 5      |
| Miguel Maia e Joao Brenha, Portogallo                | 3  | 1  | 2  | 3   | 4   | 124 | 126 | 4      |
| Pavlos Beligratis e Athanasios Michalopoulos, Grecia | 3  | 0  | 3  | 1   | 6   | 85  | 144 | 3      |

Risultati Pool F
| 14 agosto | 17:30 | Baracetti & Conde          | 2 | - | 1 | Maia & Brenha     |
| 14 agosto | 17:30 | Beligratis & Michalopoulos | 1 | - | 2 | Rorich & Pocock   |
| 16 agosto | 21:00 | Baracetti & Conde          | 2 | - | 0 | Rorich & Pocock   |
| 16 agosto | 14:30 | Beligratis & Michalopoulos | 0 | - | 2 | Maia & Brenha     |
| 18 agosto | 11:00 | Maia & Brenha              | 0 | - | 2 | Rorich & Pocock   |
| 16 agosto | 14:30 | Beligratis & Michalopoulos | 0 | - | 2 | Baracetti & Conde |

## Ottavi di finale
| 20 agosto | 23:00 | Ricardo & Emanuel        | 2 | - | 1 | Kjemperud & Høidalen    |
| 21 agosto | 15:30 | Laciga & Laciga          | 2 | - | 1 | Insfran & Araujo Marcio |
| 20 agosto | 20:00 | Kobel & Heuscher         | 2 | - | 0 | Maia & Brenha           |
| 20 agosto | 17:30 | Holdren & Metzger        | 2 | - | 1 | Dieckmann & Reckermann  |
| 20 agosto | 16:30 | Bosma & Herrera          | 2 | - | 0 | Berg & Dahl             |
| 21 agosto | 21:00 | Baracetti & Conde        | 0 | - | 2 | Child & Heese           |
| 21 agosto | 16:30 | Prosser & Williams       | 2 | - | 0 | Rorich & Pocock         |
| 21 agosto | 14:30 | Scheuerpflug & Dieckmann | 2 | - | 0 | Schacht & Slack         |

## Quarti di finale
| 22 agosto | 21:00 | Ricardo & Emanuel  | 2 | - | 0 | Laciga & Laciga          |
| 22 agosto | 14:30 | Kobel & Heuscher   | 2 | - | 0 | Holdren & Metzger        |
| 22 agosto | 23:00 | Bosma & Herrera    | 2 | - | 1 | Child & Heese            |
| 22 agosto | 16:30 | Prosser & Williams | 2 | - | 1 | Scheuerpflug & Dieckmann |

## Semifinali
| 23 agosto | 22:00 | Ricardo & Emanuel | 2 | - | 1 | Kobel & Heuscher   |
| 23 agosto | 21:00 | Bosma & Herrera   | 2 | - | 0 | Prosser & Williams |

## Finale 3º-4º posto
| 25 agosto | 19:30 | Kobel & Heuscher | 2 | - | 1 | Prosser & Williams |

## Finale 1º-2º posto
| 25 agosto | 21:00 | Ricardo & Emanuel | 2 | - | 0 | Bosma & Herrera |